# Křížová cesta (Šarovy)
Křížová cesta u obce Šarovy v okrese Zlín je dílem sochařky a výtvarnice Pavly Kačírkové, absolventky ateliéru Socha II, prof. ak. soch. Jana Ambrůze na Fakultě výtvarných umění VUT v Brně. Ve spolupráci s ním vzniklo a bylo osazeno do volné krajiny 14 stejných betonových křížů a 2 kaple v podobě vysokých plechových tabulí.

## Historie vzniku

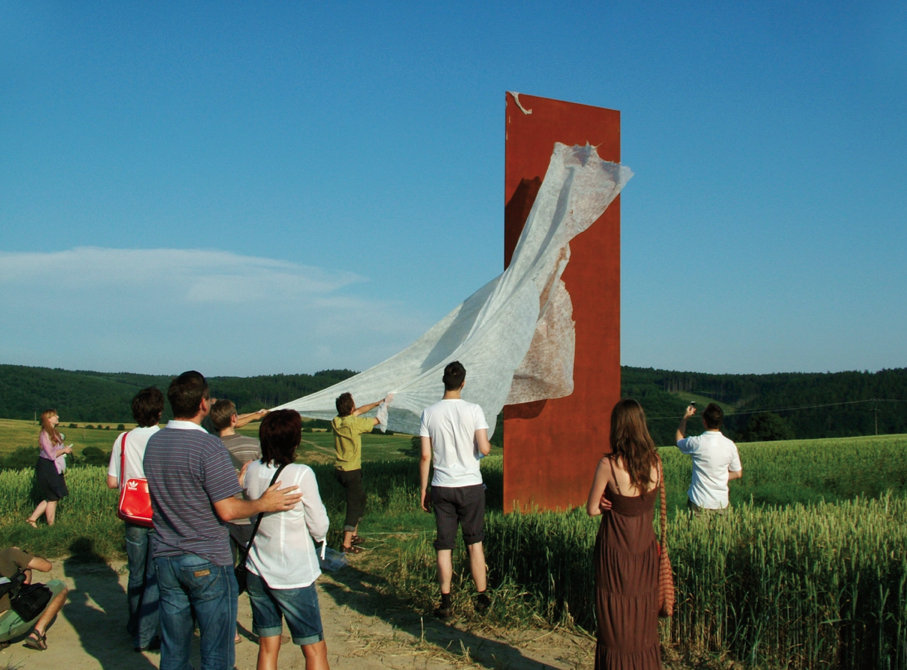
Kaple I – odhalování 30.6. 2010

Křížová cesta vznikla jako součást projektu "Kříže, cesty, sochy, krajiny, lidé" občanského sdružení Jinákrajina, který je od roku 2007 postupně realizován na katastrálních územích obcí Šarovy, Lhota, Salaš a Bohuslavice u Zlína. V roce 2008 bylo osazeno podél staré cesty s třešňovou alejí, vedoucí z obce Šarovy do polí a na kopec nad vesnicí, 14 stejných siluet křížů na vysokém soklu. Liší se pouze římskou číslicí na základové desce, označující jednotlivá zastavení křížové cesty. V roce 2010, po souhlasu majitelky pozemku, byla instalována socha Kaple I (volně stojící plát válcovaného plechu), jako první z navržených 2 kaplí, rozmístěných v okolí na dohled od sebe.

## Charakteristika a popis díla

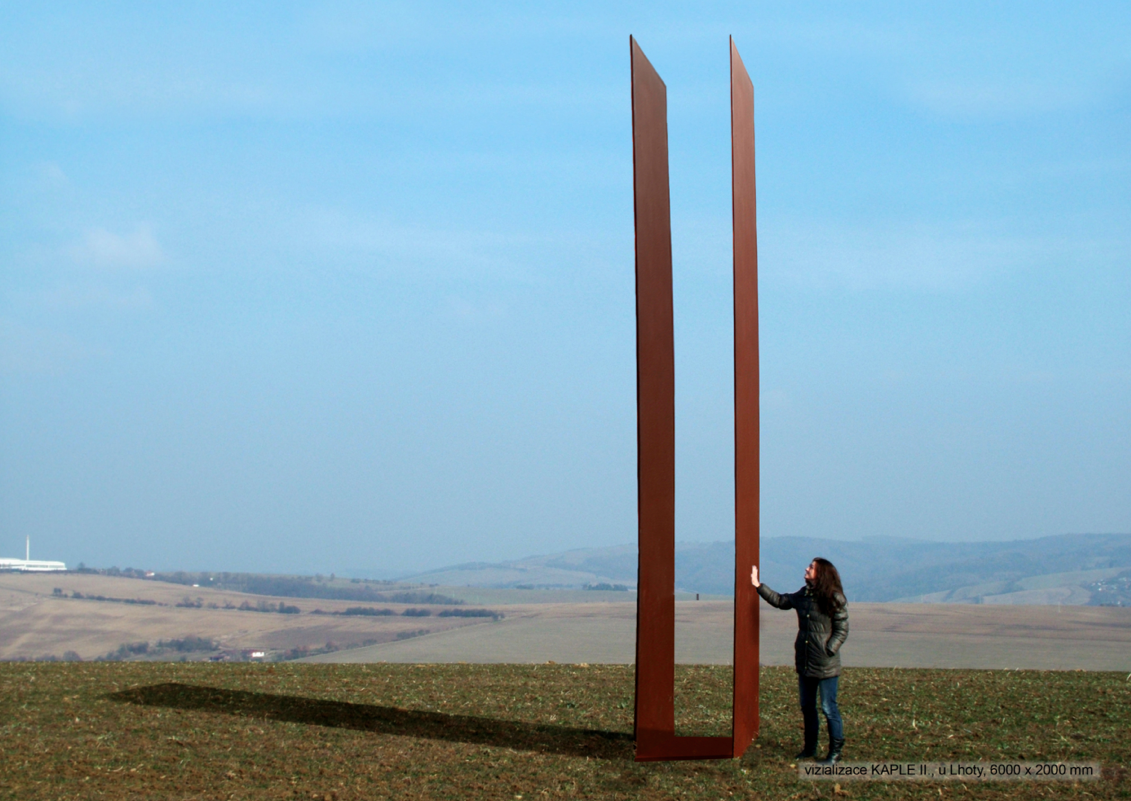
Kaple II – vizualizace (2012)

Všech 14 křížů stejného tvaru je vytvořeno z betonové skořepiny v pohledové úpravě. Siluety křížů jsou navrženy tak, že pojmou stojící postavu dospělého člověka. Pro člověka, stojícího vně, mají podobu přesně ohraničného rámce, kterým lze pozorovat okolní krajinu měnící se v různých ročních obdobích. Zároveň také člověka vyzývají, aby do nich vstoupil, rozpřáhl ruce a pod jejich ochranou se na chvíli oprostil od starostí každodenního života. Plní tak v krajině funkci výtvarnou i duchovní.
Křížovou cestu postupně doplňují dvě sochy, Kaple I a II. Ty jsou tvořeny vztyčenými válcovanými pláty o rozměru 600x200x1,8cm, které svým tvarem symbolizují spojnici mezi zemí a nebem a zároveň se ve větru pohybují. Kaple II je navržena ze dvou takovýchto plátů, vzdálených od sebe tak, aby se mezi ně dalo vstoupit a pozorovat krajinu před sebou i nebe nad sebou.